# Echt lecker!
Echt lecker! war eine deutsche Kochsendung, die zwischen 2001 und 2002 produziert wurde. Moderiert wurde die Sendung von Ralf Kühler.

## Konzept
In der Sendung wurden verschiedenen Gerichte aus regionalen Küchen in Deutschland gezeigt. Auch die Zutaten kamen dabei meist aus der Region. Jede Sendung hatte einen anderen Koch zu Gast, der sein Menü vorstellte.

## Produktion und Veröffentlichung
Die Serie wurde zwischen 2001 und 2002 in Deutschland produziert. Dabei sind 2 Staffeln mit 68 Folgen entstanden.
Erstmals wurde die Serie im Oktober 2001 auf tv.nrw ausgestrahlt. Weitere Ausstrahlungen erfolgten auf BonGusto Anixe und QLAR. 2021 auf Lilo TV.

## Episodenliste

### Staffel 1
| Folge (gesamt) | Folge (Staffel) | Titel                                 |
| 1              | 01              | Kochen zwischen Himmel und Erde       |
| 2              | 02              | Knusperrolle                          |
| 3              | 03              | Frische Kochkunst                     |
| 4              | 04              | Kreative Landgasthausküche            |
| 5              | 05              | Frisch und fruchtig                   |
| 6              | 06              | Ein Ire in München                    |
| 7              | 07              | Quick Menü                            |
| 8              | 08              | Europa trifft Asien                   |
| 9              | 09              | Schnelle Happen                       |
| 10             | 10              | Frisches aus dem Kräutergarten        |
| 11             | 11              | Weltenbummler-Küche                   |
| 12             | 12              | Mit allen Sinnen genießen             |
| 13             | 13              | Europäisch genießen                   |
| 14             | 14              | Der Pott kocht!                       |
| 15             | 15              | Neue Ruhrgebietsküche                 |
| 16             | 16              | Rock’n Rollmops                       |
| 17             | 17              | Frische und Finesse                   |
| 18             | 18              | Kochen mit Phantasie                  |
| 19             | 19              | Gourmet-Landküche                     |
| 20             | 20              | Eine Runde Genuss                     |
| 21             | 21              | Italia – ti amo!                      |
| 22             | 22              | Buon apetito!                         |
| 23             | 23              | Das Super-Huhn                        |
| 24             | 24              | Ruhrgebiet goes mediterran            |
| 25             | 25              | Pott-Gerichte                         |
| 26             | 26              | Köstliches aus dem Thüringer Vogtland |
| 27             | 27              | Wildes aus der Bioküche               |
| 28             | 28              | Gut essen in Essen                    |
| 29             | 29              | Junge deutsche und kreative Küche     |
| 30             | 30              | Junge deutsche und kreative Küche 2   |
| 31             | 31              | Delikates aus See und Wald            |
| 32             | 32              | Bio-Küche                             |
| 33             | 33              | Süße Sünden                           |
| 34             | 34              | Kinder, Kinder – ist das lecker!      |
| 35             | 35              | Asiatisch neu interpretiert           |
| 36             | 36              | Fisch mediterran                      |
| 37             | 37              | Leckeres aus der Sterneküche          |
| 38             | 38              | Törtchen, Törtchen!                   |

### Staffel 2
| Folge (gesamt) | Folge (Staffel) | Titel                                                            |
| 39             | 01              | Reisgerichte für Kinder                                          |
| 40             | 02              | Rund um den Risotto                                              |
| 41             | 03              | Sushi                                                            |
| 42             | 04              | Reismenü                                                         |
| 43             | 05              | Reis mal anders                                                  |
| 44             | 06              | Fisch und Reis                                                   |
| 45             | 07              | Fit und locker mit Reis                                          |
| 46             | 08              | Exotisches mit Reis                                              |
| 47             | 09              | Geflügel und Reis                                                |
| 48             | 10              | Beerenkuchen                                                     |
| 49             | 11              | Kalb und Reis                                                    |
| 50             | 12              | Asiatische Reisgerichte                                          |
| 51             | 13              | Reis „süß und sauer“                                             |
| 52             | 14              | Reis exotisch                                                    |
| 53             | 15              | Jasminreis exotisch                                              |
| 54             | 16              | Jasminreis rund um die Welt                                      |
| 55             | 17              | Basmatireis – leicht und fruchtig                                |
| 56             | 18              | Restaurant Grand Prix: Herzhaft und gut                          |
| 57             | 19              | Fastfood-Reis                                                    |
| 58             | 20              | Reisdesserts                                                     |
| 59             | 21              | Reiswelten mit Klaus Velten (1)                                  |
| 60             | 22              | Ente gut, alles gut                                              |
| 61             | 23              | Reiswelten mit Klaus Velten II                                   |
| 62             | 24              | Lamm unter der Haube                                             |
| 63             | 25              | Kölsche Gaumenfreuden                                            |
| 64             | 26              | Leckeres aus dem Landgasthaus                                    |
| 65             | 27              | Restaurant Grand Prix: Frisches aus der Traditionsküche          |
| 66             | 28              | Frisches aus dem Meer                                            |
| 67             | 29              | Curryhuhn & Süsses                                               |
| 68             | 30              | Großmutters Weihnachtsgans, Kartoffelknödel, Maronen-Kürbissuppe |